# Captura de la goleta Peruviana
La captura (o recaptura) de la goleta Peruviana ocurrió el 3 de enero de 1838 en el Callao, tras esta acción dicha nave fue reincorporada a la escuadra de la Confederación luego de haber sido apresada en su fondeadero el año anterior por una incursión nocturna que, sin previa declaración de guerra, realizó una escuadra chilena mandada por Victorino Garrido.

## Los hechos
Después de desembarcar en Quilca a las tropas de la primera expedición restauradora al mando de Manuel Blanco Encalada, la goleta Peruviana al mando del teniente primero Tomás Ruedas zarpó al norte del Perú con la misión de hostigar sus puertos, interferir el comercio por ellos y capturar los mercantes que encontrara a su paso. Sin haber tenido suerte en capturar presa alguna la goleta arribó a Santa el 26 de octubre, creyendo que el puerto estaba desguarnecido mando una lancha tripulada por 15 hombres para hacerse de agua dulce sin embargo el capitán del puerto Juan Seguín reunió y armó a un grupo de milicianos con los cuales atacó a los marinos chilenos rindiéndolos después de un reñido tiroteo. La guarnición de la Peruviana se limitó a presenciar el combate pues su tripulación, reducida ahora a 14 hombres, apenas era suficiente para operar la nave. Tras este incidente la goleta zarpa al puerto de Pisco donde a su llegada el 22 de diciembre el capitán de puerto Rivero le dio a conocer la firma del Tratado de Paucarpata, por el cual se establecía la paz y el ejército de Blanco Encalada se retiraba del Perú debiendo también el gobierno chileno devolver los buques peruanas que Victorino Garrido había apresado a traición en el Callao. Ruedas informó que iría a entregar la goleta al puerto del Callao para lo cual solicitó se le proveyera de lo necesario, tras ser prevenido por el comandante militar de Pisco, Rivero entregó los víveres necesarios solo para llegar al Callao, hecho esto la Peruviana zarpó con dirección a este puerto. A llegar, el teniente Ruedas bajó a tierra y se entrevistó con el ministro de Guerra quien le informó plenamente acerca del contenido del tratado y sus disposiciones sobre las naves capturadas por Garrido, Ruedas manifestó que no podía entregarlas sin orden de su gobierno, al pretender retirar su nave del puerto el gobernador del Callao, el general Guillermo Miller, le informó que no podía autorizarle el zarpe sin órdenes superiores ante esto Ruedas se embarcó y tras obtener del bergantín de guerra francés Bisson, los víveres indispensables para su viaje pretendió huir a toda vela del Callao sin embargo el viento no le fue favorable y la goleta fue alcanzada por los botes tripulados de la corbeta Socabaya, que había vuelto de su expedición a costas chilenas a fines de diciembre del año anterior, cuyos marinos abordaron la Peruviana y tras una corta escaramuza en la que murieron cinco de los hombres de Ruedas y un marino confederado, resultando otro herido, el resto de la tripulación se rindió siendo la goleta recapturada por los peruanos y Ruedas y sus hombres confinados en el Callao.